# Stephanosporaceae
Stephanosporaceae — родина грибів порядку Агарикальні.
Представники родини відомі з Євразії та Нової Зеландії. Представники є сапротрофами, що ростуть на гнилій деревини та рослинних залишках.
За інформацією 10-го видання Словника грибів (Dictionary of the Fungi), родина містить 5 родів і 21 вид.